# Valanga irregularis
Espèce
Valanga irregularis appartient à la famille des Acrididae. La répartition est restreinte aux tropiques et aux régions subtropicales d'Australie.

## Description
Les deux sexes se ressemblent mais diffèrent par la taille de leur corps. Les femelles peuvent atteindre jusqu'à 60 voire 75 millimètres de longueur, les mâles font environ 45 à 55 millimètres, ce qui en fait le plus grand grasshopper (sauterelle) d'Australie. Certains rapports font état d'une longueur de corps allant jusqu'à 90 millimètres